# Spiro Scimone
Spiro Scimone (Messina, 27 aprile 1964) è un attore, drammaturgo, regista e sceneggiatore italiano.

## Biografia
Nel 1994 scrive l'opera prima Nunzio, da lui stesso interpretata accanto a Francesco Sframeli (con cui fonda nello stesso anno la compagnia Scimone Sframeli), con la regia di Carlo Cecchi con cui Scimone inizia una collaborazione. Scimone e Sframeli, come attori, sono anche protagonisti di una trilogia shakespeariana che Cecchi mette in scena al Teatro Garibaldi di Palermo: Amleto nel 1996, Sogno di una notte di mezza estate nel 1997 e Misura per misura nel 1998.
Grazie all'invenzione di un nuovo linguaggio teatrale, in cui lunghe pause cadenzano le sonorità del dialetto messinese, Scimone conquista pubblico e critica: nel 1994 vince il premio Idi "Autori Nuovi", nel 1995 la Medaglia d'oro Idi per la nuova drammaturgia e nel 1997 il premio Ubu come nuovo autore.
Due anni dopo, nel 1999, scrive La festa, testo rappresentato con la regia di Gianfelice Imparato. Con La festa, Scimone ottiene l'autorevole riconoscimento della Comédie-Française che presenta in cartellone l'opera, tradotta in lingua francese da Valeria Tasca e con la regia di Galin Stoev.
Due amici, il film realizzato nel 2002 da Scimone con Francesco Sframeli, vinse il premio Luigi De Laurentiis per la migliore opera prima alla 59ª Mostra internazionale d'arte cinematografica di Venezia. Il film, ancora in dialetto messinese, è ispirato al primo lavoro teatrale Nunzio del 1994, che consacrò l'unione artistica della compagnia Scimone Sframeli.

## Teatro
- Nunzio (1994)
- Bar (1997)
- La festa (1999)
- Il cortile (2003)
- La busta (2006)
- Pali (2009)
- Giù (2012)
- Amore (2015)
- Sei (2018)
- Fratellina (2022)

## Filmografia

### Attore
- L'uomo delle stelle, regia di Giuseppe Tornatore (1995)
- Due amici, regia di Spiro Scimone e Francesco Sframeli (2002)

### Regista e sceneggiatore
- Due amici, co-regia di Francesco Sframeli (2002)

## Riconoscimenti
- Premi Idi "Autori Nuovi" 1994 per Nunzio
- Medaglia d'oro Idi per la nuova drammaturgia 1995 per Nunzio
- Premio Ubu 1997: nuovo autore
- 59ª Mostra internazionale d'arte cinematografica di Venezia: premio Luigi De Laurentiis per la migliore opera prima (insieme con Francesco Sframeli)
- Premio Ubu 2004: miglior testo italiano per Il cortile
- Premio Hystrio 2007 alla drammaturgia
- Premio Ubu 2009: nuovo testo italiano per Pali
- Premio Annibale Ruccello 2011
- Premio Ubu 2016 migliore novità o progetto drammaturgico per Amore
- Premio Le Maschere del Teatro Italiano 2023 migliore novità italiana per Fratellina